# Morpho orestes
Morpho orestes är en fjärilsart som beskrevs av Weber 1944. Morpho orestes ingår i släktet Morpho och familjen praktfjärilar. Inga underarter finns listade i Catalogue of Life.